# Kanton Toulouse-12
Kanton Toulouse-12 (francouzsky Canton de Toulouse-12) je francouzský kanton v departementu Haute-Garonne v regionu Midi-Pyrénées. Tvoří ho pouze část města Toulouse (čtvrtě Bellefontaine, Mirail-Université, La Reynerie, Les Pradettes a Saint-Simon).